# 볼라바투바비루사
볼라바투바비루사(Babyrousa bolabatuensis)는 우제목/경우제목 멧돼지과에 속하는 멧돼지의 일종이다. 인도네시아 술라웨시섬에서 발견된다. 1950년 바비루사(Babyrousa babyrussa)의 아종으로 처음 기술되었고, 2002년 그로브스(Colin Groves)와 메이자드(Erik Meijaard)에 의해 별도의 종으로 승격되었다. 국제 자연 보전 연맹은 북술라웨시바비루사의 이명으로 간주한다.